# Stara Ves Ravenska
Stara Ves Ravenska – wieś w Chorwacji, w żupanii kopriwnicko-kriżewczyńskiej, w mieście Križevci. W 2011 roku liczyła 31 mieszkańców.